# NGC 2577
NGC 2577 è una galassia lenticolare (o ellittica) situata nella costellazione del Cancro, a una distanza di circa 110 milioni di anni luce dalla nostra Via Lattea.

## Scoperta
La galassia è stata scoperta il 16 novembre 1784 dall'astronomo britannico di origine tedesca William Herschel.

## Descrizione
NGC 2577 presenta una larga riga a 21 cm dell'idrogeno neutro.

## Supernova
Il 21 marzo 2007, all'interno di NGC 2577 è stata scoperta la supernova SN 2007ax dall'astronomo amatoriale britannico Ron Arbour. La supernova è stata classificata di tipo Ia.